# Liste deutschsprachiger christlicher Theologen
Chronologische Liste deutschsprachiger Theologen
Siehe auch: Liste von Theologen (alphabetisch)

## Mittelalter
- Rabanus Maurus (780–856)
- Johannes Scottus Eriugena (9. Jhd.)
- Notker der Deutsche oder Notker Labeo (950–1022)
- Anselm von Canterbury (1033–1109)
- Petrus Abaelardus (1079–1142)
- Norbert von Xanten (1082–1134)
- Hildegard von Bingen (1098–1179)
- Gerhard von Steterburg († 1209)
- Albertus Magnus (1200–1280)
- Thomas von Aquin (1225–1274)
- Meister Eckhart (1260–1328)
- Heinrich Seuse (1295–1366)
- Johannes Tauler (1300–1361)
- Albert von Rickmersdorf (1316–1390)
- Franz von Retz (1343–1427)
- Thomas a Kempis (1380–1471)
- Nikolaus von Kues (1401–1464)
- Enea Silvio Piccolomini (Papst Pius II) (1405–1464)

## Zeit der Reformation
- Sebastian Meyer (1465–1545), reformiert
- Johann Eberlin von Günzburg (≈1470–1533)
- Thomas Wyttenbach (1472–1527), evangelisch
- Thomas Murner (1475–1537)
- Johannes Oekolampad (1482–1531)
- Nikolaus von Amsdorf (1483–1565)
- Martin Luther (1483–1546)
- Johannes Comander (1484–1547), reformiert
- Johannes Bugenhagen (1485–1558)
- Johannes Langer (1485/86–1548)
- Andreas Bodenstein, genannt Karlstadt (1486–1541)
- Johannes Eck (1486–1543), (römisch-katholisch)
- Dionysius Melander (≈1486–1561)
- Wolfgang Capito (1478–1541), reformiert
- Oswald Myconius (1488–1552), reformiert
- Urbanus Rhegius (1489–1541)
- Friedrich Myconius (1490–1546)
- Thomas Müntzer (1490–1525)
- Martin Bucer (1491–1551)
- Justus Jonas der Ältere (1493–1555)
- Adam Krafft (1493–1558)
- Petrus Mosellanus (1493–1524)
- Johannes Agricola (1494–1566)
- Benedikt Burgauer (1494–1576), reformiert
- Dietrich Loher (1495–1554), katholisch
- Kaspar Megander (1495–1545), reformiert
- Gervasius Schuler (1495–1563), reformiert
- Menno Simons (1496–1561), Begründer der Mennoniten
- Philipp Melanchthon (1497–1560)
- Fridolin Brunner (1498–1570), reformiert
- Andreas Osiander (1498–1552)
- Johannes á Lasco (1499–1560), reformiert
- Johannes Brenz (1499–1570)
- Sebastian Franck (1499–1542)
- Valentin Tschudi (1499–1555), reformiert
- Johannes Aal (1500–1551), reformiert
- Johannes Stumpf (1500–1574), reformiert
- Georg Major (1502–1574)
- Johannes Kessler (1502–1574), reformiert
- Caspar Cruciger (1504–1548)
- Philipp Gallicius (1504–1566), reformiert
- Heinrich Bullinger (1504–1575), reformiert
- Simon Sulzer (1508–1585), reformiert
- Theodor Bibliander (1509–1564), reformiert
- Albert Ritzaeus Hardenberg (1510–1574)
- Joachim Westphal (1510/11–1574)
- Viktorin Strigel (1514–1569)
- Johann Streitberger (1517–1602), evangelisch
- Rudolf Gwalther (1519–1586)
- Matthias Flacius (1520–1575)
- Petrus Canisius (1521–1597)
- Benedictus Aretius (1522–1574), reformiert
- Johann Jakob Wick (1522–1588), reformiert
- Tilemann Hesshus (1527–1588)
- Jakob Andreae (1528–1590)
- Josias Simler (1530–1576), reformiert
- Ludwig Helmbold (1532–1598)
- Zacharias Ursinus (1534–1583)
- Menso Alting (1541–1612)
- Samuel Huber (1547–1624), lutherisch
- Georg Mylius (1548–1607)
- Anton Praetorius (1560–1613)
- Leonhard Hutter (1563–1616)
- Johann Buxtorf der Ältere (1564–1629), reformiert
- Jakob Böhme (1575–1624)
- Aegidius Strauch I. (1583–1657), lutherisch
- Markus Friedrich Wendelin (1584–1652)
- Johann Valentin Andreae (1586–1654)
- Georg Calixt (1586–1656),
- Josua Stegmann (1588–1632)
- Johann Matthäus Meyfart (1590–1642)
- Johannes Saubert der Ältere (1592–1646), lutherisch
- Menno Hanneken (1595–1671), evangelisch
- Johann Buxtorf der Jüngere (1599–1664), reformiert

## Pietismus und Rationalismus
- Joachim Betke (1601–1663), evangelisch
- Johannes Francke (1604–1684), evangelisch
- Johannes Olearius (1611–1684)
- Friedrich Ulrich Calixt (1622–1701)
- Johannes Clauberg (1622–1665)
- Angelus Silesius (1624–1677)
- Johann Deutschmann (1625–1706)
- Aegidius Strauch II. (1632–1682)
- Johann Heinrich Heidegger (1633–1698), reformiert
- Philipp Jakob Spener (1635–1705), evangelisch
- Philipp Ludwig Hanneken (1637–1706), evangelisch
- Johannes Saubert der Jüngere (1638–1688), lutherisch
- Abraham a Sancta Clara (1644–1709), katholisch
- Johann Jakob Buxtorf (1645–1704), reformiert
- David Hollaz (1648–1713)
- Samuel Werenfels (1657–1740), reformiert
- August Hermann Francke (1663–1727), evangelisch
- Johann Buxtorf (1663–1732)
- Georg Friedrich Schröer (1663–1739), evangelisch
- Gottlieb Wernsdorf der Ältere (1668–1729), evangelisch
- Samuel König (1671–1750), reformiert
- Erdmann Neumeister (1671–1756), evangelisch
- Johann Friedrich Hodann (1674–1745), lutherisch
- Johann Wilhelm Jahn (1681–1725), evangelisch
- Gottfried Arnold (1666–1714), evangelisch
- Johann Gottlob Carpzov (1679–1767), evangelisch
- Johann Friedrich Bachstrom (1686–1742), lutherisch
- Johann Albrecht Bengel (1687–1752), evangelisch
- Johann Adam Steinmetz (1689–1762), evangelisch
- Andreas Charitius (1690–1741), evangelisch
- Johann Jakob Wettstein (1693–1754), reformiert
- Johann Georg Walch (1693–1775), evangelisch
- Jacques Dedelley (1694–1757), katholisch
- Marie Huber (1695–1753), reformiert
- Hieronymus Annoni (1697–1770), reformiert
- Nikolaus Graf von Zinzendorf (1700–1760), evangelisch
- Christoph Timotheus Seidel (1703–1758), lutherisch
- Johann Caspar Ulrich (1705–1768), reformiert
- Johann August Ernesti (1707–1781), lutherisch
- Johann Melchior Goeze (1717–1786), lutherisch
- Ernst Friedrich Wernsdorf (1718–1782), lutherisch
- Franz Ignatius Rothfischer (1720/21–1755), römisch-katholisch → lutherisch
- Johann Salomo Semler (1725–1791), evangelisch
- Johann August Urlsperger (1728–1806), evangelisch
- Johann Carl Friedrich von Brause (1729–1792), evangelisch
- Georg Joachim Zollikofer (1730–1788), reformiert
- Felix Hess (1742–1768), reformiert
- Paul Jakob Bruns (1743–1814), lutherisch
- Johann Jakob Griesbach (1745–1812), evangelisch
- Johann Rudolf Buxtorf (1747–1831), reformiert
- Benjamin Georg Peßler (1747–1814), lutherisch
- Johann Friedrich Kleuker (1749–1827), evangelisch
- Heinrich Philipp Konrad Henke (1752–1809), evangelischp
- Christoph Friedrich Ammon (1766–1850), evangelisch
- Friedrich Adolf Krummacher (1767–1845), evangelisch
- Friedrich Daniel Ernst Schleiermacher (1768–1834), evangelisch
- Peter Alois Gratz (1769–1849), römisch-katholisch
- Johannes Evangelista Goßner (1773–1858), römisch-katholisch → evangelisch
- Bernhard Dräsecke (1774–1849), evangelisch
- Samuel Christian Pape (1774–1817), evangelisch
- Theodor Lehmus (1777–1837)
- Jakob Gottlieb Wurm (1778–1847), evangelisch
- Wilhelm Martin Leberecht de Wette (1780–1849), evangelisch
- Anton Günther (1783–1863), katholisch
- Wilhelm Gesenius (1786–1842), evangelisch
- Aloys Henhöfer (1789–1862), römisch-katholisch → evangelisch
- August Neander (1789–1850), jüdisch → evangelisch
- Josef Annegarn (1794–1843), katholisch
- Abraham Emanuel Fröhlich (1796–1865), reformiert
- Friedrich Wilhelm Krummacher (1796–1868), evangelisch
- Johann Adam Möhler (1796–1838), katholisch
- Emil Wilhelm Krummacher (1798–1886), evangelisch
- August Tholuck (1799–1877), evangelisch
- Leonhard Usteri (1799–1833), reformiert
- Wilhelm Löhe (1808–1872), evangelisch
- Adolf Krummacher (1824–1884), evangelisch
- Karl Emil Krummacher (1830–1899), evangelisch

## 19. Jahrhundert
- Johann Friedrich Gottlieb Delbrück (1768–1830)
- Johann Friedrich Röhr (1777–1848), evangelisch
- Claus Harms (1778–1855), evangelisch
- Philipp Konrad Marheineke (1780–1846), ev.
- Friedrich Strauß (1786–1863), evangelisch
- Karl Immanuel Nitzsch (1787–1868), evangelisch
- Johann Baptist von Hirscher (1788–1865)
- Jeremias Gotthelf (Albert Bitzius), (1797–1854), evangelisch-reformiert
- Ignaz von Döllinger (1799–1890), römisch-katholisch
- Heinrich Klee (1800–1840)
- Franz Anton Staudenmaier (1800–1856)
- August Friedrich Christian Vilmar (1800–1868), evangelisch
- Johann Gerhard Oncken (1800–1884), baptistisch
- Otto von Gerlach (1801–1849), evangelisch
- Ernst Wilhelm Hengstenberg (1802–1869), evangelisch
- Matthias Schneckenburger (1804–1848), evangelisch
- Johann Tobias Beck (1804–1878), evangelisch
- Albert Immer (1804–1884), reformiert
- Carl Nicolaus Kähler (1804–1871), evangelisch
- Johann Christoph Blumhardt (1805–1880), evangelisch
- Johannes Evangelist von Kuhn (1806–1887)
- Bernhard Hirzel (1807–1847), evangelisch-reformiert
- Carl Friedrich Keil (1807–1888), evangelisch
- Wilhelm Löhe (1808–1872), evangelisch
- David Friedrich Strauß (1808–1874), evangelisch
- Johann Hinrich Wichern (1808–1881), evangelisch
- Alexander Schweizer (1808–1888)
- Bruno Bauer (1809–1882), evangelisch
- Isaak August Dorner (1809–1884)
- Gustav Werner (1809–1887)
- Friedrich Ahlfeld (1810–1884), evangelisch-lutherisch
- Karl Bernhard Hundeshagen (1810–1872), evangelisch
- Johann Christian Konrad von Hofmann (1810–1877)
- Theodor Kliefoth (1810–1895), evangelisch
- Josef Kleutgen (1811–1883)
- Johann Heinrich Scholten (1811–1885)
- Karl Schwarz (1812–1885)
- Franz Delitzsch (1813–1890), evangelisch
- Joseph Feßler (1813–1872), katholisch
- Karl Friedrich August Kahnis (1814–1888), evangelisch-lutherisch
- Georg Gustav Roskoff (1814–1889), evangelisch
- Martin Deutinger (1815–1864)
- Konstantin von Tischendorf (1815–1874)
- Johannes Baptist Franzelin (1816–1886)
- Eduard Güder (1817–1882), evangelisch-reformiert
- August Ebrard (1818–1888), reformiert
- Alois Emanuel Biedermann (1819–1885)
- Antonius Anderledy (1819–1892), katholisch
- Jakob Frohschammer (1821–1893)
- Joseph Hubert Reinkens (1821–1896)
- Carl Brockhaus (1822–1899), evangelikal (Brüderbewegung)
- Albrecht Ritschl (1822–1889)
- Alois Lütolf (1824–1879), katholisch
- Franz Heinrich Reusch (1825–1900)
- Julius Köstlin (1826–1902), evangelisch
- Heinrich Lang (1826–1876), evangelisch-reformiert
- Franz Hermann Reinhold Frank (1827–1894)
- Ernst Friedrich Langhans (1829–1880), evangelisch-reformiert
- Theodor Christlieb (1833–1889)
- Franz Xaver von Linsenmann (1835–1898)
- Hilarius von Sexten (1839–1899), katholisch

## 20. Jahrhundert

### Geboren im 19. Jahrhundert
Gestorben im 20. Jahrhundert
- Ignatius von Senestrey (1818–1906)
- Ignatius Jeiler OFM (1823–1904), katholisch
- Johann Friedrich von Schulte (1827–1914)
- Theodor Schmalenbach (1831–1901), evangelisch
- Friedrich v. Bodelschwingh (1831–1910)
- Hugo Hurter (1832–1914), katholisch
- Wilhelm Dilthey (1833–1911)
- Hermann Cremer (1834–1903)
- Johannes Hesekiel (1835–1918)
- Adolf Stoecker (1835–1909)
- Martin Kähler (1835–1912)
- Franz Overbeck (1837–1905)
- Christoph Blumhardt (1842–1919)
- Gottfried Heer (1843–1921)
- Julius Wellhausen (1844–1918)
- Kaspar Friedrich Brieden (1844–1908), katholisch
- Wilhelm Herrmann (1846–1922)
- Carl Rottermund (1847–1925), lutherisch
- Julius Kaftan (1848–1926)
- Franz Schauerte (1848–1910), katholisch
- Herman Schell (1850–1906)
- Adolf von Harnack (1851–1930)
- Ferdinand Kattenbusch (1851–1935)
- Josef Freinademetz (1852–1908), katholisch
- Adolf Schlatter (1852–1938)
- Hermann von Soden (1852–1914)
- Franz Xaver Nagl (1855–1913), katholisch
- Gustaf Dalman (1855–1941), evangelisch
- Rudolf Brockhaus (1856–1932), evangelikal (Brüderbewegung)
- Ludwig Heinrich Ihmels (1858–1933)
- William Wrede (1859–1906)
- Reinhold Seeberg (1859–1935)
- Walter Rauschenbusch (1861–1918)
- Joseph Mausbach (1861–1931)
- Hermann Gunkel (1862–1932)
- Hermann Kutter (1863–1931)
- Artur Brausewetter (1864–1946), evangelisch
- Ernst Troeltsch (1865–1923)
- Josef Deitmer (1865–1929)
- Karl Holl (1866–1926)
- Friedrich Niebergall (1866–1932), evangelisch
- John Louis Nuelsen (1867–1946), methodistisch
- Carl Albrecht Bernoulli (1868–1937), evangelisch
- Leonhard Ragaz (1868–1945), evangelisch-reformiert
- Karl Bornhäuser (1868–1947), evangelisch
- Theophil Wurm (1868–1953), evangelisch
- Rudolf Otto (1869–1937), evangelisch
- Eduard Bähler (1870–1925), reformiert
- Ernst von Dobschütz (1870–1934), evangelisch
- Karl Heim (1874–1958), evangelisch
- Max Scheler (1874–1928)
- Emil Fuchs (1874–1971), evangelisch
- Rudolf Liechtenhan der Ältere (1875–1947), evangelisch-reformiert
- August Marahrens (1875–1950), evangelisch
- Otto Michaelis (1875–1949), evangelisch
- Albert Schweitzer (1875–1965), evangelisch
- Carl Sonnenschein (1876–1929), katholisch
- Ignaz Seipel (1876–1932), katholisch
- Karl Adam (1876–1966)
- Clemens August Graf von Galen (1878–1946), katholisch
- Gustaf Aulén (1879–1977)
- Tharsicius Paffrath OFM (1879–1965), katholisch
- Albrecht Oepke (1881–1955), evangelisch
- Thaddäus Soiron OFM (1881–1957), katholisch
- Augustin Bea (1881–1968), katholisch
- Karl von Scheven (1882–1954), evangelisch
- Eberhard Arnold (1883–1935)
- Martin Dibelius (1883–1947), evangelisch
- Wilhelm Stählin (1883–1975), lutherisch
- Heinrich Scholz (1884–1956), evangelisch
- Rudolf Bultmann (1884–1976), evangelisch
- Werner Elert (1885–1954), evangelisch
- Romano Guardini (1885–1968), katholisch
- Josef Kentenich SAC (1885–1968), katholisch
- Karl Barth (1886–1968), reformiert
- Odo Casel OSB (1886–1948)
- Karl Eschweiler (1886–1936), katholisch
- Paul Tillich (1886–1965), evangelisch
- Otto Eißfeldt (1887–1973), evangelisch
- Friedrich Eymann (1887–1954), reformiert
- Rudolf Hermann (1887–1962), evangelisch
- Martin Werner (1887–1964), reformiert
- Hermann Peichl (1887–1966), katholisch
- Friedrich Gogarten (1887–1967), evangelisch
- Theodor Steinbüchel (1888–1949)
- Gerhard Kittel (1888–1948), evangelisch
- Paul Althaus (1888–1966), evangelisch
- Emanuel Hirsch (1888–1972), evangelisch
- Eduard Thurneysen (1888–1974), reformiert
- Emil Brunner (1889–1966), reformiert
- Josef Andreas Jungmann (1889–1975), katholisch
- Erich Przywara (1889–1972), katholisch
- Franz Reisinger (1889–1973), katholisch
- Albert Lang (1890–1973)
- Oswald von Nell-Breuning SJ (1890–1991), katholisch
- Edith Stein (1891–1942), katholisch
- Johannes Messner (1891–1984), katholisch
- Johannes Pinsk (1891–1957)
- Friedrich Heiler (1892–1967)
- Reinhold Niebuhr (1892–1971), evangelisch
- Martin Niemöller (1892–1984), evangelisch
- Gottlieb Söhngen (1892–1971)
- Theodor Heckel (1894–1967),
- Emil Blum (1894–1978), evangelisch
- Alfons Beil (1896–1997), katholisch
- Alfred de Quervain (1896–1968), evangelisch-reformiert
- Wilhelm Busch (1897–1966), evangelisch
- Benno Gut (1897–1970), katholisch
- Ernst Ludwig Dietrich (1897–1974), evangelisch
- Fritz Rienecker (1897–1965), evangelisch
- Michael Schmaus (1897–1993)
- Georg Althaus (1898–1974), evangelisch-lutherisch
- Hans Asmussen (1898–1968), evangelisch
- Ina Gschlössl (1898–1989), evangelisch
- Hans Joachim Iwand (1899–1960), evangelisch
- Fritz Blanke (1900–1967), evangelisch-reformiert
- Wilhelm Kühnert (1900–1980), evangelisch
- Annemarie Rübens (1900–1991), evangelisch

### Geboren im 20. Jahrhundert

#### 1901 bis 1910
- Urbanus Bomm (1901–1982), katholisch
- Abraham Meister (1901–1990), evangelisch-evangelikal
- Hermann Pabel (1901–1945), katholisch
- Gerhard von Rad (1901–1971), evangelisch
- Joseph Schoiswohl (1901–1991), katholisch
- Hans Urner (1901–1986), evangelisch
- Ferdinand Sigg (1902–1965), evangelisch-methodistisch
- Heinz Renkewitz (1902–1974), evangelisch, Brüder-Unität
- Ethelbert Stauffer (1902–1979), evangelisch
- Kurt Scharf (1902–1990), evangelisch
- Heinrich Vogel (1902–1989), evangelisch
- Ernst Fuchs (1903–1983), evangelisch
- Richard Hauser (1903–1980), katholisch
- Heinrich Kemner (1903–1993), evangelisch
- Benno Roth (1903–1983), katholisch
- Edmund Schlink (1903–1984), evangelisch
- Karl Kupisch (1903–1982), evangelisch
- Karl Baus  (1904–1994), katholisch
- Karl Rahner (1904–1984), katholisch
- Hans Urs von Balthasar (1905–1988), katholisch
- Otto Kuss (1905–1991), katholisch
- Franz König (1905–2004), katholisch
- Bernhard Stasiewski (1905–1995), katholisch
- Dietrich Bonhoeffer (1906–1945), evangelisch
- Otto Stegmüller (1906–1970), katholisch
- Bernhard Welte (1906–1983), katholisch
- Ernst Käsemann (1906–1998), evangelisch
- Kurt Guggisberg (1907–1972), evangelisch-reformiert
- Helmut Echternach (1907–1988), evangelisch
- Fritz Buri (1907–1995), evangelisch-reformiert
- Hermann Dietzfelbinger (1908–1984), evangelisch
- Helmut Gollwitzer (1908–1993), evangelisch
- Helmut Thielicke (1908–1986), evangelisch
- Walter Kreck (1908–2002), evangelisch
- Claus Westermann (1909–2000), evangelisch
- Franz Jachym (1910–1984), katholisch
- Alois Grillmeier (1910–1998), katholisch
- Alfons Maria Stickler (1910–2007), katholisch
- Adolf Quast (1910–2014), evangelisch-lutherisch

#### 1911 bis 1920
- Albrecht Schönherr (1911–2009), evangelisch
- Paul Deitenbeck (1912–2000), evangelisch
- Gerhard Ebeling (1912–2001), evangelisch
- Kurt Stalder (1912–1996), christ-katholisch
- Helmut Claß (1913–1998), evangelisch
- Kajetan Eßer OFM (1913–1978), katholisch
- Karl-Heinz Möbius (1913–1976), katholisch
- Eduard Schweizer (1913–2006), evangelisch
- Hans-Otto Wölber (1913–1989), evangelisch
- Gertrud Heinzelmann (1914–1999), katholisch
- Robert Kehl (1914–2001), katholisch
- Wilhelm Schneemelcher (1914–2003), evangelisch
- Alfons Auer (1915–2005), katholisch
- Markus Barth (1915–1994), evangelisch-reformiert
- Frère Roger (1915–2005)
- Olav Hanssen (1915–2005), evangelisch-lutherisch
- Erwin Iserloh (1915–1996), katholisch
- Eberhard Stammler (1915–2004), evangelisch
- Heinz Zahrnt (1915–2003), evangelisch
- Heinrich Zimmermann (1915–1980), katholisch
- Carl Malsch (1916–2001), evangelisch-lutherisch
- Christoph Barth (1917–1986), evangelisch-reformiert
- Otto Betz (1917–2005), evangelisch
- Johannes Botterweck (1917–1981), katholisch
- Werner Krusche (1917–2009), evangelisch
- Hans-Joachim Kraus (1918–2000), evangelisch-reformiert
- Emerich Coreth (1919–2006), katholisch
- Rudolf Bohren (1920–2010), evangelisch-reformiert
- Wilhelm Breuning (1920–2016), katholisch
- Hermann Stenger (1920–2016), katholisch

#### 1921 bis 1930
- Franz Böckle (1921–1991), katholisch
- Kurt Marti (1921–2017), reformiert
- Max Thurian (1921–1996), katholisch
- Herbert Jantzen (1922–2022), evangelisch-evangelikal
- Oswald Eggenberger (1923–2003), evangelisch-reformiert
- Wilhelm Pesch (1923–2013), katholisch
- Hans Jorissen (1924–2011), katholisch
- Samuel R. Külling (1924–2003), reformiert-evangelikal
- Eduard Lohse (1924–2015), evangelisch-lutherisch
- Alois Wagner (1924–2002), katholisch
- Walter Bredendiek (1926–1984), evangelisch
- Martin Hengel (1926–2009), evangelisch
- Ivan Illich (1926–2002), katholisch
- Wilhelm Korff (1926–2019), katholisch
- Wilhelm Kuhne (1926–2019), katholisch
- Heinrich Missalla (1926–2018), katholisch
- Lukas Vischer (1926–2008), evangelisch-reformiert
- Marie-Claire Barth-Frommel (1927–2019), evangelisch-reformiert
- Wilhelm Ernst (1927–2001), katholisch
- Walter J. Hollenweger (1927–2016), evangelisch-reformiert
- Ernst Lange (1927–1974), evangelisch
- Heribert Mühlen (1927–2006), katholisch
- Bernhard Philberth (1927–2010), katholisch
- Uta Ranke-Heinemann (1927–2021), katholisch
- Joseph Ratzinger (1927–2022), katholisch
- Ernst Sieber (1927–2018), evangelisch-reformiert
- Arnold Bittlinger (1928–2025), evangelisch
- Werner Böckenförde (1928–2003), katholisch
- Joachim Gnilka (1928–2018), katholisch
- Peter Henrici (1928–2023), katholisch
- Hans Küng (1928–2021), katholisch
- Friedrich-Wilhelm Marquardt (1928–2002), lutherisch
- Johann Baptist Metz (1928–2019), katholisch
- Ralph Sauer (* 1928), katholisch
- Dieter Schellong (1928–2018), evangelisch
- Hans-Christoph Schmidt-Lauber (1928–2009), evangelisch
- Ulrich Wilckens (1928–2021), evangelisch
- Heino Falcke (* 1929), evangelisch
- Uwe Holmer (1929–2023), evangelisch
- Peter Hünermann (* 1929), katholisch
- Martin Kruse (1929–2022), evangelisch
- Georg Langemeyer OFM (1929–2014), katholisch
- Horst Marquardt (1929–2020), evangelisch-methodistisch
- Karl Philberth (* 1929), katholisch
- Hermann Pius Siller (* 1929), katholisch
- Dorothee Sölle (1929–2003), evangelisch
- Wolfgang Ullmann (1929–2004), evangelisch
- Herbert Vorgrimler (1929–2014), katholisch
- Augustinus Karl Wucherer-Huldenfeld (* 1929), katholisch
- Hartmut Badenhop (1930–2025), evangelisch
- Hans Heinz (1930–2021), adventistisch

#### 1931 bis 1940
- Ulrich Bach (1931–2009), evangelisch
- Gerhard J. Bellinger (1931–2020), katholisch
- Norbert Greinacher (1931–2022), katholisch
- Anton Kolb (1931–2016), katholisch
- Helmut Krätzl (1931–2023), katholisch
- Otto Hermann Pesch (1931–2014), katholisch
- Norbert Scholl (* 1931), katholisch
- Henning Schröer (1931–2002), evangelisch
- Sigurd Martin Daecke (* 1932), evangelisch
- Ernst Feil (1932–2013), katholisch
- Ernst Haag (1932–2017), katholisch
- Hubertus Halbfas (1932–2022), katholisch
- Franz-Josef Nocke (* 1932), katholisch
- Hans Rotter (1932–2014), katholisch
- Peter Stuhlmacher (1932–2025), evangelisch
- Otto Wahl (1932–2020), katholisch
- Johannes Beutler (1933–2024), katholisch
- Hans Werner Dannowski (1933–2016), evangelisch
- Gotthold Hasenhüttl (* 1933), katholisch
- Horst Hirschler (1933–2023), evangelisch
- Pauk Hoffmann (* 1933), katholisch
- Ernst Leuninger (1933–2018), katholisch
- Horst Georg Pöhlmann (1933–2022), evangelisch
- Fulbert Steffensky (* 1933), evangelisch
- Dietrich Wiederkehr (* 1933), katholisch
- Arnold Angenendt (1934–2021), katholisch
- Peter Beier (1934–1996), evangelisch
- Gerhard Dautzenberg (1934–2019), katholisch
- Wolfgang Gerold Esser (1934–2021), katholisch
- Eberhard Jüngel (1934–2021), evangelisch
- Wolfgang Langer (1934–2020), katholisch
- Theo Lehmann (* 1934), evangelisch
- Maximilian Liebmann (1934–2022), katholisch
- Hermann Josef Pottmeyer (1934–2023), katholisch
- Martin Rößler (1934–2024), evangelisch
- Stephan Reimund Senge (* 1934), katholisch
- Otto Böcher (1935–2020), evangelisch
- Ulrich Duchrow (* 1935), evangelisch
- Friedrich Janssen (* 1935), katholisch
- Peter Knauer (1935–2024), katholisch
- Joachim Köhler (1935–2024), katholisch
- Roland Kollmann (1935–2014), katholisch
- August Paterno (1935–2007), katholisch
- Georg Baudler (1936–2023), katholisch
- Manfred Josuttis (1936–2018), evangelisch
- Egon Kapellari (* 1936), katholisch
- Manfred Kock (* 1936), evangelisch
- Hubert Müller (1936–1995), katholisch
- Rudolf Pesch (1936–2011), katholisch
- Michael Raske (* 1936), katholisch
- Klaus Dieter Seybold (1936–2011), evangelisch
- Christian Zippert (1936–2007), evangelisch
- Johannes Brosseder (1937–2014), katholisch
- Friedhelm Hengsbach (* 1937), katholisch
- Gottfried Hierzenberger (* 1937), katholisch
- Johannes Hoffmann (* 1937), katholisch
- Otfried Hofius (* 1937), evangelisch
- Reinhard Hübner (* 1937), katholisch
- Leo Karrer (1937–2021), katholisch
- Othmar Keel (* 1937), katholisch
- Stefan Knobloch (* 1937), katholisch
- Gerhard Liedke (* 1937), evangelisch
- Gerhard Maier (* 1937), lutherisch-evangelikal
- Christa Reich (* 1937), evangelisch
- Eberhard Rolinck (* 1937), katholisch
- Karl Schlemmer (1937–2013), katholisch
- Dietrich Zilleßen (* 1937), evangelisch
- Christfried Berger (1938–2003), evangelisch
- Rupert Feneberg (* 1938), katholisch
- Siegfried Großmann (1938–2022), baptistisch
- Hans Kessler (* 1938), katholisch
- Wolfram Kopfermann (1938–2018), lutherisch-charismatisch
- Georg Kraus (* 1938), katholisch
- Werner Licharz (1938–2015), evangelisch
- Christian Link (* 1938), evangelisch
- Ulrich Luz (1938–2019), evangelisch-reformiert
- Karl-Heinz Ohlig (1938–2024), katholisch
- Konrad Raiser (* 1938), evangelisch
- Markus M. Ronner (1938–2022), evangelisch-reformiert
- Hermann Steinkamp (* 1938), katholisch
- Hermann-Josef Venetz (1938–2021), katholisch
- Ludwig Wenzler (* 1938), katholisch
- Bernd J. Diebner (1939–2023), lutherisch
- Hubert Frankemölle (* 1939), katholisch
- Hans Halter (1939–2024), katholisch
- Hanspeter Heinz (* 1939), katholisch
- Georg Hilger (1939–2023), katholisch
- Erwin Kräutler (* 1939), katholisch
- Wolfgang Lipp (1939–2021), evangelisch
- Karl-Wilhelm Merks (* 1939), katholisch
- Walter Raberger (1939–2021), katholisch
- Ehrenfried Schulz (1939–2016), katholisch
- Franz Trautmann (1939–2022), katholisch
- Erich Zenger (1939–2010), katholisch
- Paul Zulehner (* 1939), katholisch
- Arno Anzenbacher (* 1940), katholisch
- Klaus Berger (1940–2020), katholisch, evangelisch lehrend
- Eugen Drewermann (* 1940), katholisch
- Volker Eid (1940–2022), katholisch
- Wilhelm Faix (* 1940), evangelisch
- Bernhard Jendorff (* 1940), katholisch
- Hans-Christian Knuth (1940–2023), evangelisch
- Friedhelm Mennekes (* 1940), katholisch
- Dietmar Mieth (* 1940), katholisch
- Klemens Richter (* 1940), katholisch
- Helen Schüngel-Straumann (* 1940), katholisch
- Günter Virt (* 1940), katholisch

#### 1941 bis 1950
- Urs Baumann (* 1941), katholisch
- Theofried Baumeister OFM (* 1941), katholisch
- Alois Baumgartner (* 1941), katholisch
- Georg Braulik (* 1941), katholisch
- Heinrich Bolleter (* 1941), methodistisch
- Heinz Gstrein (1941–2023), orthodox
- Wilfried Härle (* 1941), evangelisch
- Walter Mixa (* 1941), katholisch
- Peter Neuner (* 1941), katholisch
- Ulrich Parzany (* 1941), evangelisch
- Karl-Friedrich Pohlmann (1941–2023), evangelisch
- Thomas Pröpper (1941–2015), katholisch
- Peter Trummer (* 1941), katholisch
- Michael Albus (* 1942), katholisch
- Franz Annen (1942–2018), katholisch
- Detlev Dormeyer (* 1942), katholisch
- Wolfgang Huber (* 1942), evangelisch
- Andreas Laun (1942–2024), katholisch
- Heiner Ludwig (* 1942), katholisch
- Armin Sierszyn (* 1942), evangelisch-reformiert
- Fritz Stolz (1942–2001), reformiert
- Jutta Voss (* 1942), evangelisch
- Ingo Broer (* 1943), katholisch
- Eberhard Cherdron (* 1943), evangelisch
- Peter Eicher (* 1943), katholisch
- Karl Gabriel (* 1943), katholisch
- Peter Krug (* 1943), lutherisch
- Klaus Lüdicke (* 1943), katholisch
- Christa Mulack (1943–2021)
- Hans-Ludwig Ollig (* 1943), katholisch
- Helmut Renöckl (* 1943), katholisch
- Udo Schmälzle (* 1943), katholisch
- Peter Strauch (* 1943), evangelisch-freikirchlich
- Gerd Theißen (* 1943), evangelisch
- Bärbel Wartenberg-Potter (* 1943), evangelisch-lutherisch
- Christian Werner (* 1943), katholisch
- Walter Dietrich (* 1944), evangelisch
- Heinz-Josef Fabry (* 1944), katholisch
- Christoph Kähler (* 1944), evangelisch
- Klaus Kienzler (* 1944), katholisch
- Max Küchler (* 1944), katholisch
- Heribert Niederschlag (* 1944), katholisch
- Gerhard Rummel (1944–2024), katholisch
- Bruno Schmid (1944–2024), katholisch
- Friedrich Schorlemmer (1944–2024), evangelisch
- Josef Senft (1944–2023), katholisch
- Giancarlo Collet (* 1945), katholisch
- Jürgen Ebach (* 1945), evangelisch
- Ottmar Fuchs (* 1945), katholisch
- Adrian Holderegger (* 1945), katholisch
- Josef Imbach (* 1945), katholisch
- Hubert Irsigler (* 1945), katholisch
- Maria Jepsen (* 1945), evangelisch
- Joachim Maier (* 1945), katholisch
- Ruedi Reich (1945–2012), evangelisch-reformiert
- Johann Reikerstorfer (* 1945), katholisch
- Christoph Schönborn (* 1945), katholisch
- Heinrich von Siebenthal (* 1945), evangelisch-evangelikal
- Roland-Bernhard Trauffer (* 1945), katholisch
- Heribert Wahl (* 1945), katholisch
- Franz Weber (* 1945), katholisch
- Isidor Baumgartner (* 1946), katholisch
- Hermann Goltz (1946–2010), evangelisch
- Hans-Josef Klauck OFM (1946–2025), katholisch
- Jo Krummacher (1946–2008), evangelisch
- Bernhard Lang (* 1946), katholisch
- Gerhard Larcher (1946–2022), katholisch
- Karl Josef Lesch (* 1946), katholisch
- Gerd Lüdemann (1946–2021), evangelisch
- Norbert Mette (* 1946), katholisch
- Elisabeth Reil (* 1946), katholisch
- Matthias Scharer (* 1946), katholisch
- Jürgen Werbick (* 1946), katholisch
- Werner Wolbert (* 1946), katholisch
- Wolfgang J. Bittner (* 1947), evangelisch-reformiert
- Alfred Buß (* 1947), evangelisch
- Albert Franz (1947–2021), katholisch
- Konrad Hilpert (* 1947), katholisch
- Mauro Jöhri (* 1947), katholisch
- Walter Kirchschläger (* 1947), katholisch
- Karl Heinz Ladenhauf (* 1947), katholisch
- Nikolaus Schneider (* 1947), evangelisch
- Michael Welker (* 1947), evangelisch
- Siegfried Zimmer (* 1947), evangelisch-lutherisch
- Albert Biesinger (* 1948), katholisch
- Josef Dirnbeck (* 1948), katholisch
- Gerhard Droesser (* 1948), katholisch
- Johannes Friedrich (* 1948), evangelisch-lutherisch
- Heinz-Jürgen Görtz (1948–2020), katholisch
- Dieter Hattrup (* 1948), katholisch
- Bernd Jochen Hilberath (* 1948), katholisch
- Martin Jäggle (* 1948), katholisch
- Friedrich Wilhelm Graf (* 1948), evangelisch
- Johannes Meier (* 1948), katholisch
- Sabine Antje Naegeli (* 1948), evangelisch
- Michael Theobald (* 1948), katholisch
- Herbert H. Klement (* 1949), evangelisch-evangelikal
- Reiner Marquard (* 1949), evangelisch
- Ernst-Joachim Waschke (* 1949), evangelisch
- Hans-Rudolf Bachmann (* 1950), reformiert
- Jochen Bohl (* 1950), evangelisch
- Hans-Joachim Eckstein (* 1950), evangelisch
- Linus Hauser (* 1950), katholisch
- Brigitte Kahl (* 1950), evangelisch
- Kurt Koch (* 1950), katholisch
- Lothar Kuld (* 1950), katholisch
- Hans Reinhard Seeliger (* 1950), katholisch
- Rainer Riesner (* 1950), evangelisch
- Werner Simon (* 1950), katholisch
- Peter Walter (1950–2019), katholisch
- Michael Weinrich (* 1950), evangelisch

#### 1951 bis 1960
- Rudolf Höfer (* 1951), katholisch
- Werner Neuer (* 1951), evangelisch
- Józef Niewiadomski (* 1951), katholisch
- Manfred Belok (* 1952), katholisch
- Ingeborg Gabriel (* 1952), katholisch
- Roman Kühschelm (* 1952), katholisch
- Johannes Lerle (* 1952), lutherisch
- Egon Spiegel (* 1952), katholisch
- Helge Stadelmann (* 1952), evangelisch-evangelikal
- Bernd Trocholepczy (* 1952), katholisch
- Marie-Theres Wacker (* 1952), katholisch
- Jürgen Wehnert (* 1952), evangelisch
- Edmund Arens (* 1953), katholisch
- Karl Bopp (* 1953), katholisch
- Rudolf Englert (* 1953), katholisch
- Johannes-Baptist Freyer OFM (* 1953), katholisch
- Hans-Martin Gutmann (* 1953), evangelisch
- Rainer Kampling (* 1953), katholisch
- Karl-Christoph Kuhn (* 1953), katholisch
- Rudolf Langthaler (* 1953), katholisch
- Thomas Schreijäck (* 1953), katholisch
- Pierre Stutz (* 1953), katholisch
- Eberhard Schockenhoff (1953–2020), katholisch
- Annette Wilke (* 1953), katholisch
- Karl Baier (* 1954), katholisch
- Franz-Josef Bäumer (* 1954), katholisch
- Bernhard Dolna (* 1954), katholisch
- Martin Gertler (* 1954), katholisch
- Heinzpeter Hempelmann (* 1954), evangelisch-evangelikal
- Bernhard Leube (* 1954), evangelisch
- Hermann-Josef Stipp (* 1954), katholisch
- Heinrich Schmidinger (* 1954), katholisch
- Reinhold Zwick (* 1954), katholisch
- Klaus Bieberstein (* 1955), katholisch
- Franz Xaver Bischof (* 1955), katholisch
- Michael Böhnke (* 1955), katholisch
- Karl-Heinz Braun (* 1955), katholisch
- Ulrich Eggers (* 1955), evangelisch-evangelikal
- Herbert Frohnhofen (* 1955), katholisch
- Franz Graf-Stuhlhofer (* 1955), baptistisch
- Michael Herbst (* 1955), evangelisch
- Klaus Kühlwein (* 1955), katholisch
- Raimund Lachner (* 1955), katholisch
- Anton Landersdorfer (* 1955), katholisch
- Andreas Malessa (* 1955), evangelisch-freikirchlich
- Klaus Müller (* 1955), katholisch
- Johannes Reimer (* 1955), evangelisch-mennonitisch
- Thomas Ruster (* 1955), katholisch
- Patrick Streiff (* 1955), evangelisch-methodistisch
- Joachim Theis (* 1955), katholisch
- Beat Weber (* 1955), evangelisch-reformiert
- Jürg H. Buchegger (* 1956), evangelisch-reformiert
- Stephan Ernst (* 1956), katholisch
- Reinhard Feiter (* 1956), katholisch
- Ulrich Hemel (* 1956), katholisch
- Franz Lackner (* 1956), katholisch
- Martin Leutzsch (* 1956), evangelisch
- Niklaus Peter (* 1956), evangelisch-reformiert
- Thomas Söding (* 1956), katholisch
- Angelika Strotmann (* 1956), katholisch
- Martha Zechmeister (* 1956), katholisch
- Hans-Georg Ziebertz (* 1956), katholisch
- Andreas Benk (* 1957), katholisch
- Thomas Bremer (* 1957), katholisch
- Corinna Dahlgrün (* 1957), evangelisch
- Martin Friedrich (* 1957), evangelisch
- Daniel Heinz (* 1957), adventistisch
- Hans-Joachim Höhn (* 1957), katholisch
- Stephanie B. Klein (* 1957), katholisch
- Paul-Gerhard Klumbies (* 1957), evangelisch
- Gerhard Kruip (* 1957), katholisch
- Helga Kuhlmann (* 1957), evangelisch
- Daniela Müller (* 1957), katholisch
- Monika Nickel (* 1957), katholisch
- Ferdinand Rohrhirsch (1957–2018), katholisch
- Ludger Schwienhorst-Schönberger (* 1957), katholisch
- Roman Siebenrock (* 1957), katholisch
- Ulrike Bechmann (* 1958), katholisch
- Bernd Beuscher (* 1958), evangelisch
- Martina Blasberg-Kuhnke (* 1958), katholisch
- Hans Christian Brandy (* 1958), evangelisch-lutherisch
- Lothar Gassmann (* 1958), evangelikal
- Richard Hartmann (* 1958), katholisch
- Christina Kalloch (* 1958), katholisch
- Margot Käßmann (* 1958), evangelisch-lutherisch
- Joachim Kügler (* 1958), katholisch
- Andreas Mertin (* 1958), evangelisch
- Wolfgang Palaver (* 1958), katholisch
- Joachim Schmiedl (1958–2021), katholisch
- Peter Zimmerling (* 1958), evangelisch
- Clemens Bittlinger (* 1959), evangelisch
- Magdalene L. Frettlöh (* 1959), evangelisch
- Hans-Christoph Goßmann (* 1959), evangelisch
- Marianne Heimbach-Steins (* 1959), katholisch
- Hans Gerald Hödl (* 1959), katholisch
- Bernd Kollmann (* 1959), evangelisch
- Adrian Loretan (* 1959), katholisch
- Guido Meyer (* 1959), katholisch
- Christoph Niemand (* 1959), katholisch
- Wolfgang Simson (* 1959), evangelisch
- Christian Staffa (* 1959), evangelisch
- Georg Steins (* 1959), katholisch
- Hubert Wolf (* 1959), katholisch
- Kurt Beutler (* 1960), evangelisch-evangelikal
- Christoph Böttigheimer (* 1960), katholisch
- Anton A. Bucher (* 1960), katholisch
- Margit Eckholt (* 1960), katholisch
- Franz Gruber (* 1960), katholisch
- Gerd Häfner (* 1960), katholisch
- Angela Kaupp (* 1960), katholisch
- Katharina von Kellenbach (* 1960), evangelisch
- Konrad Klek (* 1960), evangelisch
- Elmar Kos (* 1960), katholisch
- Ulrich Kuhnke (* 1960), katholisch
- Hans Mendl (* 1960), katholisch
- Hans Schelkshorn (* 1960), katholisch
- Thomas Schirrmacher (* 1960), reformiert-evangelikal
- Thomas M. Schmidt (* 1960), katholisch
- Michael Schramm (* 1960), katholisch

#### 1961 bis 1970
- Rita Burrichter (* 1961), katholisch
- Alfons Fürst (* 1961), katholisch
- Christian Kahrs (* 1961), evangelisch
- Michael Landgraf (* 1961), evangelisch
- Andrea Lehner-Hartmann (* 1961), katholisch
- Andreas Lob-Hüdepohl (* 1961), katholisch
- Hubertus Lutterbach (* 1961), katholisch
- Ulrike Mittmann (* 1961), evangelisch
- Eleonore Reuter (* 1961), katholisch
- Thomas Schüller (* 1961), katholisch
- Harald Schroeter-Wittke (* 1961), evangelisch
- Wolfgang Treitler (* 1961), katholisch
- Sabine Bieberstein (* 1962), katholisch
- Bernhard Emunds (* 1962), katholisch
- Ernst Fürlinger (* 1962), katholisch
- Christian Frevel (* 1962), katholisch
- Bernhard Grümme (* 1962), katholisch
- Hille Haker (* 1962), katholisch
- Stephan Holthaus (* 1962), evangelisch-evangelikal
- Klaus Kießling (* 1962), katholisch
- Judith Könemann (* 1962), katholisch
- Helga Kohler-Spiegel (* 1962), katholisch
- Georg Langenhorst (* 1962), katholisch
- Christl M. Maier (* 1962), evangelisch
- Doris Nauer (* 1962), katholisch
- Reto Nay (* 1962), katholisch
- Sabine Pemsel-Maier (* 1962), katholisch
- Burkard Porzelt (* 1962), katholisch
- Bert Roebben (* 1962), katholisch
- Monika Scheidler (* 1962), katholisch
- Markus Vogt (* 1962), katholisch
- Knut Wenzel (* 1962), katholisch
- Klaus Arntz (* 1963), katholisch
- Reinhold Esterbauer (* 1963), katholisch
- Inge Kirsner (* 1963), evangelisch
- Christoph Kühn (* 1963), katholisch
- Andreas Michel (* 1963), katholisch
- Andreas Odenthal (* 1963), katholisch
- Karlheinz Ruhstorfer (* 1963), katholisch
- Andrea Strübind (* 1963), baptistisch
- Wolfgang Weirer (* 1963), katholisch
- Sabine Bobert (* 1964), evangelisch
- Thomas Böhm (* 1964), katholisch
- Stephan Goertz (* 1964), katholisch
- Sigrid Müller (* 1964), katholisch
- Magnus Striet (* 1964), katholisch
- Saskia Wendel (* 1964), katholisch
- Peter Aschoff (* 1965), evangelisch-lutherisch
- Martin Dreyer (* 1965), evangelisch-freikirchlich
- Armin Daniel Baum (* 1965), evangelikal
- Tobias Brandner (* 1965), reformiert
- Katharina Greschat (* 1965), evangelisch
- Christoph Heil (* 1965), katholisch
- Mathias Kissel (* 1965), evangelisch
- Winfried Löffler (* 1965), katholisch
- Silvia Pellegrini (* 1965), katholisch
- Johann Pock (* 1965), katholisch
- Joachim Valentin (* 1965), katholisch
- Christian Wessely (* 1965), katholisch
- Peter Wick (* 1965), reformiert
- Christina Aus der Au Heymann (* 1966), reformiert
- Michael Felder (1966–2012), katholisch
- Wilhelm Guggenberger (* 1966), katholisch
- Ilse Müllner (* 1966), katholisch
- Elmar Nass (* 1966), katholisch
- Ilona Nord (* 1966), evangelisch
- Mirjam Schambeck (* 1966), katholisch
- Matthias Sellmann (* 1966), katholisch
- Markus Tiwald (* 1966), katholisch
- Anton Leichtfried (* 1967), katholisch
- Stefan Schreiber (* 1967), katholisch
- Fabian Vogt (* 1967), evangelisch
- Leo Bigger (* 1968), evangelikal
- Ingo Reuter (* 1968), evangelisch
- Thomas Weißenborn (* 1968), evangelisch
- Claudia Dorit Bergmann (* 1969), evangelisch
- Christina Brudereck (* 1969), evangelisch
- Tobias Faix (* 1969), evangelisch
- Annegret Reese-Schnitker (* 1969), katholisch
- Maike Schult (* 1969), evangelisch
- Detlef Dieckmann (* 1970), evangelisch
- Richard Janus (* 1970), evangelisch

#### Ab 1971
- Claudia Gärtner (* 1971), katholisch
- Theresia Heimerl (* 1971), katholisch
- Uta Poplutz (* 1971), katholisch
- Oliver Reis (* 1971), katholisch
- Klaus von Stosch (* 1971), katholisch
- Matthias Clausen (* 1972), evangelisch
- Sabine Herold (* 1973), evangelisch-reformiert
- Marion Keuchen (* 1973), evangelisch
- Anja Middelbeck-Varwick (* 1974), katholisch
- Jan Woppowa (* 1974), katholisch
- Sandra Huebenthal (* 1975), katholisch
- Jochen Sautermeister (* 1975), katholisch
- Jochen Schmidt (* 1975), evangelisch
- Stefan Altmeyer (* 1976), katholisch
- Konstantin Lindner (* 1976), katholisch
- Katharina Kammeyer (* 1977), evangelisch
- Melanie Peetz (* 1977), katholisch
- Andreas Boppart (* 1979), evangelikal
- Johannes Hartl (* 1979), katholisch